# 山口秀高
山口秀高（1866年—1916年12月26日），日本醫學家，江戶（東京）出身，曾任臺灣總督府醫院醫長、臺北醫院院長與臺灣總督府醫學校教授暨首任校長，在臺灣進行醫學教育事業，但因個性執拗等因素，1901年被迫辭職，返回日本後於東京開設眼科診所，但經營狀況不佳。

## 生平
山口秀高於1889年畢業於東京帝大醫科，隔年在長與專齋介紹下擔任沖繩病院第六任院長，但因與縣政府不和而於1893年6月被迫去職，後至大阪擔任日本生命保險會社醫務長。在這之後因後藤新平的關係來臺，於1896年11月擔任臺北病院院長，後來在日本國會以「土人醫師養成所」（醫學講習所，土人即指臺灣人）名義通過預算後於1897年4月12日正式開課。後藤新平任民政長官後曾去視察，覺得有必要提升醫療教育，決定成立正式的醫學教育學校，即後來的臺灣總督府醫學校。山口秀高於1899年4月擔任該校教授與校長，而在這之前曾先後擔任臺灣總督府醫院醫長（1898年6月就任）以及臺北醫院院長。但由於個性等因素，山口秀高於1901年年底被迫去職，後藤新平曾想推薦他擔任警察廳廳長、南滿鐵路理事、鐵道病院眼科部長等職，但遭到回絕。
離職後山口秀高曾以貸款自費前往德國留學，取得醫學博士學位，返回日本後於東京經營眼科診所，但經營情況不佳。山口氏最後逝世於1916年12月26日。

## 外部連結
- 楊欽堯. . 國史館臺灣文獻館. 2009-07-31. （原始内容存档于2019-05-21）.